# Conceição Legot
Maria da Conceição Guimarães Legot (Luanda), conhecida por Conceição Legot, Maria Conceição Legot ou Maria Legot, é uma cantora, assistente social, historiadora e nacionalista angolana.
Formou, com Belita Palma e Lourdes Van-Dúnem, o Trio Feminino, o primeiro grupo exclusivamente formado por mulheres da história da música de Angola.
No início dos anos 60, foi uma das duas primeiras mulheres angolanas a serem presas pela PIDE em Angola. Em 1994, foi uma das pessoas co-fundadoras do Centro Cultural: Casa de Angola/Centre Culturel Angolais de Paris.

## Percurso
Conceição Legot cresceu na baixa de Luanda.
Em 1955, começou a tocar com o irmão, Rui Legot, num concurso no Rádio Clube de Angola. Formou com ele o conjunto musical Irmãos Legot. Tocavam em recepções a altas individualidades.
Em 1957, Conceição Legot integrou e fundou o conjunto Trio Feminino, onde tocava guitarra, em conjunto com Belita Palma, nos tambores e voz, e Lourdes Van-Dúnem, na dikanza e voz. Entre outras, compuseram as canções A máscara da face e Diá Ngo.  Foi o primeiro grupo exclusivamente formado por mulheres da história da música de Angola.
Aos 21 anos, Conceição Legot foi admitida nos serviços de Economia, como funcionário pública.
No início dos anos 60, Conceição esteve presa três meses, acusada de fazer parte de uma rede clandestina. Foi-lhe concedida liberdade provisória, mas não chegou a ser julgada pela PIDE, pois beneficiou de uma licença graciosa em Portugal. Uma das acusações foi o seu papel na elaboração de um estatuto da mulher angolana numa Angola independente. Foi traída por um quadro dos serviços de Economia, onde trabalhava.
Antes de terminar a licença graciosa, conseguiu sair de Portugal. Foi para Espanha e depois para França, onde chegou em 1964. Em 1968, foi-lhe concedido o asilo político por este país, a quem pediu para lho retirarem em 1975, quando Angola foi independente. Até lá, tinha um passaporte português e era perseguida pela PIDE, por ligações ao movimento de libertação.
Em Paris, antes de ir para a faculdade inscreveu-se no Instituto de Assistência Social.
Em 1976, obteve o grau de mestre na Escola de Altos Estudos de Ciências Sociais em Paris, com a tese de dissertação intitulada Êxodo rural em Angola: Educação para o Desenvolvimento, sobre o problema da desarticulação entre o meio rural e o meio urbano e a desertificação do meio rural devido aos polos de desenvolvimento criados nas cidades.
Após trabalhar alguns meses, recebeu um convite do Printemps para ser contratada como assistente social, onde pode escolher uma formação académica em Sociologia do Desenvolvimento, por ser asilada política.
Fez o doutoramento em História pela Universidade de Paris 1 Sorbonne.
Em 1994, foi uma das pessoas fundadoras da Centro Cultural: Casa de Angola/Centre Culturel Angolais de Paris, que promove anualmente colóquios sobre temáticas relacionadas com problemas actuais do país.
Em junho de 2001, co-organizou um colóquio sob o tema Angola Novo Século, Novos desafios (Desenvolvimento Económico e Crescimento Acelerado) no Centro Cultural Casa de Angola/Centre Culturel Angolais de Paris, onde comunicaram o deputado Augusto Tomás, o Prof. Vicente Pinto de Andrade, o Prof. Virgílio Coelho, o sociólogo Makusayi Massaki, o magistrado Rui de Sousa Clington, Maris Alves Trovoada e o Prof. Kianvu Tamo.
Em 2012 era secretária-geral do Centro Cultural Casa de Angola/Centre Culturel Angolais de Paris.
Em 2017 regressou a Luanda pela primeira vez desde que saiu em 1961. Nesse ano, Conceição dava aulas na Sorbonne.